# Thorsten Bender
Thorsten Bender (* 1981 oder 1982 in Karlsruhe) ist ein deutscher Koch.

## Leben
Nach einer Lehre als Kaufmann im Groß- und Außenhandel lernte er Koch in Buchmann's Restaurant bei Günter Buchmann in Karlsruhe (ein Michelinstern). Es folgten 2006 Stationen in der Brasserie im Hotel Les Trois Rois in Basel und ab 2008 im Restaurant Bel Etage im Hotel Teufelshof in Basel. 2011 ging er zum Restaurant Künstlerkneipe in Karlsruhe und zum Restaurant Zum Löwen bei Markus Nagy in Eggenstein (ein  Michelinstern). Dann wurde er Küchenchef im Restaurant Cantina Majolika in Karlsruhe.
2017 eröffnete er sein eigenes Restaurant Sein in Karlsruhe, das 2019 mit einem Michelinstern ausgezeichnet wurde. 2023 kam der zweite Stern hinzu. Außerdem betreibt er das Bistro Margarete in Karlsruhe.

## Auszeichnungen
- 2019: Ein Michelin-Stern für das Restaurant Sein in Karlsruhe[2]
- 2023: Zwei Michelin-Sterne für das Restaurant Sein[4]
- 2023: 3 schwarze Hauben im Gault Millau[6]